# Liebling, weck die Hühner auf
Liebling, weck die Hühner auf ist eine deutsche Fernseh-Komödie aus dem Jahr 2009. Es ist die Fortsetzung von Liebling, bring die Hühner ins Bett aus dem Jahr 2002. 2017 folgte eine weitere Fortsetzung mit dem Titel Liebling, lass die Hühner frei.

## Handlung
Familie Teuffel hat sich im brandenburgischen Krummenwalde schon einige Jahre eingelebt. Nach ihrer Stadtflucht aus Berlin folgt ihnen auch die Wirtschaftskrise aufs Land. Arbeitsplätze gehen verloren und immer mehr Menschen ziehen weg. Sohn Kai arbeitet in der Dorfkneipe bei Bürgermeister Gerd Jänicke und Tochter Lisa will mit 18 endlich ihre Unschuld verlieren. Derweil kämpft Beate Teuffel um den Erhalt der Mineralquelle, während die Kirche von Pfarrer Juchem ein neues Dach braucht. All der Krisenstimmung zum Trotz erfüllt sich Steffen Teuffel den Traum eines eigenen Weinberges, was allerdings zu einem absoluten finanziellen Desaster wird, nachdem sich ein massiver Schädlingsbefall an den Rebstöcken zeigt. Als Rettung könnte sich ein Goldtaler erweisen, den die jüngste Tochter Sophie im See fand. Die Teuffels hoffen, dass es sich um den ominösen Goldschatz handelt, der laut der Dorfchronik aus der napoleonischen Besatzung stammt. Pfarrer Juchem ist davon überzeugt, dass im See noch mehr Münzen zu finden sein müssten. Doch könnte ihnen der Denkmalschützer Lorenz Thiel einen Strich durch die Rechnung machen, denn Funde von kunsthistorischem Wert sind nach seinen Angaben Eigentum des Landes. So versuchen die drei, Teuffel, Juchem und Jänicke, ihren Fund um jeden Preis geheim zu halten. Zu dumm, dass Thiel ein alter Studienfreund von Beate Teuffel ist, die ihn unnötig lange im Dorf „festhält“. Als er dann endlich abreisen will, streikt sein Wagen und er muss seinen Aufenthalt im Dorf unfreiwillig verlängern. Die drei Schatzsucher wähnen sich ungestört und setzen ihre Suche im See fort. Thiel scheint auch nur Augen für Beate Teuffel zu haben und merkt nichts. Unerwartet bricht jedoch im ganzen Dorf das „Goldfieber“ aus und jeder versucht im See nach etwas Wertvollem zu suchen. Teuffel, Juchem und Jänicke können die Leuten nur mit Mühe vom Weitersuchen abhalten. Kurz darauf erfährt Steffen Teuffel von seiner kleinen Tochter, dass sie die Münze im See gefunden hat, weil sie diese vorher hineingeworfen hätte. Sie hätte sie eigentlich in einer Truhe auf dem Hausboden gefunden. Teuffel ist entsetzt, denn in der Truhe liegt seine persönliche kleine Münzsammlung. Also gibt es keinen Schatz. Dafür entschädigt ihn sein Sohn, als er ihm dabei hilft, den Weinberg von den Schädlingen zu befreien. Kurz darauf eröffnet Kai seinen Eltern, dass er nach Frankreich gehen will, um zu studieren.
Auch wenn es gar keinen Schatz im See gibt, hat sich der Fund der Münze über die Dorfgrenze hinaus herumgesprochen und immer mehr Touristen finden sich ein. So schließen Teuffel, Juchem und Jänicke einen Pakt: Teuffel opfert immer mal wieder eine Münze aus seiner Sammlung, um den Touristenstrom am Laufen zu halten. Unerwartet finden die Schatzsucher aber Münzen, die gar nicht aus Teuffels Sammlung stammen. Am Ende bekommt die Kirche so doch noch ein neues Dach.

## Hintergrund
Der Film wurde unter dem Arbeitstitel Liebling, bring die Hühner ins Bett II vom 4. Mai bis 5. Juni 2009 in Potsdam und Umgebung gedreht. Seine Premiere hatte er am 30. September 2009 während des Filmfest Hamburg. Die Erstausstrahlung war am 19. Dezember 2009 in der ARD. Dabei wurde der Film von 3,93 Mio. Zuschauern gesehen, was einem Marktanteil von etwa 11,8 Prozent entsprach.

## Kritiken
Das Lexikon des internationalen Films urteilte: „Eine liebenswerte (Fernseh-)Provinzkomödie, die an Gemeinschaftsgeist und Eigeninitiative appelliert, ohne platte Durchhalteparolen zu propagieren.“
Die Kritiker der Fernsehzeitschrift TV Spielfilm schrieben: „Das Ganze ist gut gespielt, aber es fehlen Witz und Tempo. […] Betulich inszeniertes Aufbau-Ost-Wunder.“
Prisma wertete: „Bereits 2002 drehte Regisseur Matthias Tiefenbacher […] die leichte Familienkomödie Liebling, bring die Hühner ins Bett mit vielen schrägen Typen und witzigen Ideen. 2009 folgte diese ebenso spaßige Fortsetzung von Matthias Steurer.“